# MTV Unplugged (álbum de Julieta Venegas)
MTV Unplugged é o primeiro álbum ao vivo da cantora mexicana Julieta Venegas. Reúne os maiores sucessos da cantora, como também apresenta músicas inéditas. Sua gravação aconteceu na Cidade do México, e seu lançamento ocorreu em 10 de Junho de 2008.

## Faixas
Todas as faixas foram escritas por Julieta Venegas.
1. "Limón y Sal" (Julieta Venegas/Jorge Villamizar) - 3:41
2. "Sería Feliz" - 3:30
3. "El Presente" - 3:41
4. "Algo Está Cambiando" (Venegas/Coti Sorokin) - 4:11
5. "Eres Para Mí" (participação de La Mala Rodríguez) (Venegas/Anita Tijoux) - 4:43
6. "Esta Vez" (Venegas/Gustavo Herrera - 3:28
7. "Algún Día" (participação de Gustavo Santaolalla) - 4:00
8. "Mírame Bien" - 3:50
9. "Lento" (Venegas/Sorokin) - 4:26
10. "De Mis Pasos" (participação de Juan Carlos Son) - 3:28
11. "Andar Conmigo" (Venegas/Sorokin) - 3:59
12. "Ilusión" (participação de Marisa Monte) (Venegas/Arnaldo Antunes/Marisa Monte) - 3:46
13. "Cómo Sé" (participação de Jaques Morelenbaum) - 3:43
14. "Mira la Vida" - 3:19
15. "Me Voy" - 3:18

## Prêmios
| Críticas profissionais | Críticas profissionais |
| Avaliações da crítica  | Avaliações da crítica  |
| Fonte                  | Avaliação              |
| ---------------------- | ---------------------- |
| All Music Guide        | [ 2 ]                  |
| Rolling Stone          | [ 3 ]                  |

Grammy Latino (2008)
- Vencedor na categoria de Melhor Álbum de Música Alternativa.
- "El Presente" indicada nas categorias de Melhor Gravação e Melhor Música do Ano.